# Бородатий Василь Порфирійович
Василь Порфирійович Бородатий (15 листопада 1927, с. Везденьки, Проскурівська округа, УСРР — 18 травня 2002, Одеса) — економіст, педагог, професор, ректор Одеського економічного університету.

## Біографія
Народився 15 листопада 1927 року народився у селянській родині в с. Везденьки Проскурівської округи.
У 1943 році пішов добровольцем на фронт, потрапив у 118 запасний полк, ставши сином полку.
У квітні 1944 року навчався в артилерійській спецшколі в Одесі.
В 1952 році закінчив юридичний факультет Львівського  державного університету  імені І. Я. Франко. В 1952—1953 роках навчався на факультеті політичної економії Київського державного університету.
В 1958 році у Київському фінансово-економічному інституті захистив дисертацію на здобуття наукового ступеня кандидата економічних наук. Згодом присвоєно вчене звання доцента.
У 1953—1972 роках працював у Миколаївському  кораблебудувальному інституті старшим викладачем, доцентом, а з 1959 року — завідувачем кафедри політичної економії.
У 1972 році захистив дисертацію на здобуття наукового ступеня доктора економічних наук. У 1973 році присвоєно вчене звання професора.
В 1972—1999 роках обіймав посаду ректора Одеського інституту народного господарства, а згодом — економічного університету.
В 1984—1999 роках був головою ради ректорів вищих навчальних закладів Одеського регіону.
Обраний академіком Академії наук вищої школи України.
Помер 18 травня 2002 року в м. Одеса. Похований на 2-му християнському кладовищі.

## Наукова діяльність
Вів дослідницьку роботу з економічних проблем вищої школи.

#### Праці
- Чистий доход і рентабельність колгоспного виробництва/ В. П. Бородатий. — К. : КДУ, 1971. — 167 с.

- Управління персоналом: Навчальний посібник для студентів/ В. П. Бородатий  та ін. — К.:ІЗМН, 1997. — 271с.

- Одеський державний економічний університет: Нариси історії/ ред.  В. П. Бородатий. — Одеса: ОДЕУ, 2000. — 267с.

## Нагороди
- Бойові та державні нагороди СРСР.
- Почесна Грамота Президії Верховної Ради Української РСР.

- Орден «За заслуги» 3 ступеня.